# Faith Ikidi
Faith Ikidi, född 28 februari 1987, är en fotbollsspelare från Nigeria (försvarare) som spelar i Piteå IF Dam sedan säsongen 2009. Landslagsmeriter: OS 2004, VM 2007, OS 2008, VM 2011 och VM 2019 för Nigeria.
Faith Ikidi nominerades till årets back på fotbollagalan 2013 samt 2015 då hon också vann priset. Årets back